# Knife (album)
Knife è il secondo album degli Aztec Camera pubblicato nel settembre del 1984 e prodotto dal chitarrista dei Dire Straits Mark Knopfler. Il primo singolo All I Need Is Everything raggiunse la top 40 delle classifiche inglesi.

## Tracce
1. Still on Fire
2. Just Like the USA
3. Head Is Happy (Heart's Insane)
4. The back Door to Heaven
5. All I Need Is Everything
6. Backwards and Forwards
7. The Birth of the True
8. Knife

Tutte le canzoni scritte da Roddy Frame.